# Trent Opaloch
Trent Opaloch (* 31. prosince 1969 Thunder Bay) je kanadský kameraman, známý především díky spolupráci s režiséry Neillem Blomkampem a bratry Russoovými. Mezi jeho hlavní díla patří District 9 (2009), Elysium (2013), Captain America: Návrat prvního Avengera (2014), Chappie (2015), Captain America: Občanská válka (2016), Avengers: Infinity War (2018) a Avengers: Endgame (2019). V roce 2010 byl za svou práci na filmu District 9 nominován na cenu BAFTA za nejlepší kameru. V roce 2020 si zahrál ve videoklipu k singlu skupiny Pearl Jam Retrograde.

## Životopis
Narodil se a vyrůstal ve Thunder Bay v Ontariu. Vystudoval filmovou produkci na Confederation College a poté se přestěhoval do Vancouveru, kde zahájil svou profesionální kariéru.

## Filmografie
| Rok  | Název                                    | Režisér                | Poznámky                                  |
| ---- | ---------------------------------------- | ---------------------- | ----------------------------------------- |
| 2006 | Yellow                                   | Neill Blomkamp         | Krátký film                               |
| 2009 | District 9                               | Neill Blomkamp         | Nominace na cenu BAFTA za nejlepší kameru |
| 2013 | Elysium                                  |                        |                                           |
| 2014 | Captain America: Návrat prvního Avengera | Anthony a Joe Russoovi |                                           |
| 2015 | Chappie                                  | Neill Blomkamp         |                                           |
| 2016 | Captain America: Občanská válka          | Anthony a Joe Russoovi |                                           |
| 2018 | Avengers: Infinity War                   | Anthony a Joe Russoovi |                                           |
| 2019 | Avengers: Endgame                        | Anthony a Joe Russoovi |                                           |